# Prangos odontalgica
Prangos odontalgica là một loài thực vật có hoa trong họ Hoa tán. Loài này được Herrnst. & Heyn miêu tả khoa học đầu tiên.